# Séverine Bonal
Séverine Bonal, född 13 februari 1972, är en fransk bågskytt. Hon deltog vid olympiska sommarspelen 1992 och olympiska sommarspelen 1996.